# AEVO
A AEVO Tecnologia da Informação S.A. é uma empresa brasileira de tecnologia para a gestão da inovação, sediada em Vitória, Espírito Santo.
Fundada em 2007, por Luís Felipe Carvalho, Francisco Carvalho, Rodrigo Dal Moro e Sergio Mello, a AEVO começou inicialmente como uma pequena fábrica de software, desenvolvendo tecnologias sob demanda para indústrias do Espírito Santo.
Em 2017, a empresa mudou o seu modelo de negócios para SaaS com o lançamento do AEVO, plataforma de gestão de inovação que ajuda empresas a impulsionar o intraempreendedorismo, a organizar as suas iniciativas de inovação aberta, gerenciar o seu portfólio de projetos de inovação e garantir a execução da estratégia da sua empresa.
Em 2020, com o crescimento exponencial da organização, a KPTL, maior gestora de fundos de investimento em tecnologia e inovação do Brasil, fez um aporte milionário na empresa, visando a contribuir com os investimentos em tecnologia, marketing e internacionalização. A gestora tem o BANDES (Banco de desenvolvimento do Espírito Santo) como um dos principais cotistas.
Já em 2021, a empresa iniciou a implementação de inteligência artificial em seu software, melhorando ainda mais a experiência dos usuários, e mesmo em períodos de recessão econômica, continuou contratando.
Em 2022, a AEVO recebeu um novo aporte de R$15 milhões. A rodada de investimento foi liderada pela TM3 Capital, gestora do FUNSES 1, que aportou R$11 milhões. Além disso, a administradora do fundo Criatec 3, a KPTL, também investiu R$2,65 milhões.
Ao longo de toda sua trajetória, a AEVO já conquistou mais de 150 clientes e, atualmente, impacta diretamente a vida de mais de 400 mil colaboradores de empresas espalhadas por todo o mundo e é o maior Software de Gestão da Inovação da América Latina.
Além disso, a empresa promove diversos eventos gratuitos online para o ecossistema de inovação do país, como o Clube de Inovação, que acontece mensalmente e sempre traz convidados especialistas do ramo para falar sobre um tópico inovador.

## AEVO Boost
A AEVO lançou em junho de 2021 seu primeiro curso de Introdução a Inovação Corporativa, buscando promover ainda mais a cultura de Inovação no Brasil. Ministrado pelo CEO Luís Felipe Carvalho, o curso conta com materiais complementares e 4 horas de duração. Os alunos podem emitir um certificado após a conclusão do curso.
Hoje, a plataforma conta com mais de 15 cursos voltados para o mercado da inovação e negócios, com temas como OKRs, liderança, storytelling, comunicação empresarial, customer centric e gestão de comunidades.

## AEVO Connect
Em maio de 2021, a AEVO lançou seu portal de Inovação Aberta, o AEVO Connect. Nele, startups de todo país podem se inscrever para participarem dos desafios abertos dos clientes da plataforma. Os desafios são atualizados mensalmente e as empresas cadastradas contam com um suporte especializado do time AEVO.
A AEVO tem como objetivo contribuir para o ecossistema de inovação e incentivar startups a participarem dos desafios, fomentando ainda mais a cultura de inovação no país.

## Spin-off
A AEVO também era responsável pelo desenvolvimento do IndustriALL, software para gestão de indústrias 4.0. Entretanto, em 2020 houve um spin-off, e o IndustriALL tornou-se uma empresa independente.

## Prêmios
- Em 2020, a AEVO conquistou o primeiro lugar no prêmio 100 Open Startups na categoria HR Techs[17] e segundo lugar no Ranking Geral de Startups.
- Em 2021, a AEVO conquistou mais uma vez o primeiro lugar no prêmio 100 Open Startups na categoria HR Techs[18] e terceiro lugar no Ranking Geral de Startups.
- Em abril de 2021, a AEVO conquistou o primeiro lugar no prêmio promovido pelo Programa iNO.VC da Arcerlor Mittal[19][20] como Startup do Ano (Grande Vitória).
- Em 2022, a AEVO conquistou o segundo lugar no prêmio 100 Open Startups na categoria HR Techs[21] e terceiro lugar no Ranking Geral de Startups
- Em 2022, a AEVO foi reconhecida no prêmio 100 Open Startups to Watch,[22]  elaborado pelas revistas PEGN e Época Negócios, em parceria com o EloGroup e Innovc. A AEVO foi a única empresa capixaba no ranking.
- Em 2023, a AEVO conquistou o terceiro lugar no prêmio 100 Open Startups, na categoria Scale Ups.[23]